# Patricia Fernández Vicens
Patricia Fernández Vicens también conocida como Patuca (Madrid, 1977) es una abogada española del Colegio de la Abogacía de Madrid, experta en el ámbito de la asesoría jurídica especializada en infancia, situaciones de exclusión social y migraciones. Es Premio Nacional de Derechos Humanos 2022.

## Trayectoria
Es letrada de la organización no gubernamental Coordinadora de Barrios en la Parroquia de Entrevías San Carlos Borromeo y de la fundación La Merced Migraciones, organización que asiste y acompaña a adolescentes y jóvenes migrantes, donde es responsable de la Oficina de Infancia.
Representó a Coordinadora de Barrios, una de las asociaciones que se presentaron como acusación particular contra diez y seis guardias civiles por presuntos delitos de homicidio por imprudencia grave y denegación de auxilio en la playa de El Tarajal, el 6 de febrero de 2014, en los hechos conocidos como Tragedia del Tarajal, durante la que murieron catorce personas mientras intentaban alcanzar la costa española a nado.
El 15 de agosto de 2021 junto a la ONG Fundación Raíces, inició una batalla judicial para frenar la devolución de niños migrantes marroquíes que estaban solos en Ceuta desde mayo en situación de acogida, consiguiendo que la devolución fuera paralizada por orden judicial. Para poder proporcionar asistencia letrada a estos menores, se organizó, en octubre de 2021, el ciclo formativo Asistencia Letrada Especializada a Infancia Migrante, dirigido a abogados, en el que Fernández asistió como ponente.
Participa habitualmente en jornadas y conferencias relacionadas con menores, migraciones y exclusión social. Asiste de forma asidua a las Marchas de la Dignidad que se celebran en España desde el año 2014.

## Reconocimientos
- En 2018, fue galardonada con el Premio Alandar, que otorga cada año esta revista para reconocer la apuesta por la transformación social.[14][15]
- En 2022, recibió ex-aequo con la Fundación CEAR, el Premio Nacional de Derechos Humanos de la Asociación Pro Derechos Humanos de España (APDHE).[16]